# National Geographic (televizijska postaja)
National Geographic, (skraćeno Nat Geo) je program koji prikazuje dokumentarne filmove o prirodi, znanosti, kulturi i povijesti. 
Početak emitiranja bio je u rujnu 1997. za područje Europe i Australije. U srpnju 1998. počinje emitiranje za područje Azije. Za područje Amerike emitiranje počinje u siječnju 2001.
Danas je dostupan u 168 zemalja, 378 milijuna domova, i na 34 jezika. U Hrvatskoj se emitira putem najvećih televizijskih platformi: MAXtv-a, Iskon.TV-a, B.net-a, Total TV-a i Evo TV-a, preveden podnaslovima na hrvatski jezik.

## Ostali National Geographic kanali
Nat Geo Music je počeo emitirati od 15. listopada 2007. s namjerom širenja diljem svijeta. S emitiranjem je prestao 31. kolovoza 2011.
Nat Geo Junior se emitira u Nizozemskoj, Belgiji i Indiji. Namijenjen je djeci.
National Geographic HD emitira sadržaj osnovnog programa, ali u HDTV tehnici.
National Geographic Adventure namijenjen je mlađoj populaciji, a emitira emisije o avanturama, putovanjima i istraživanjima prirode i svijeta. Emitira se u Italiji i arapskim zemljama.
Nat Geo Wild emitira sadržaj o divljini i životinjama u divljini.

## Vanjske poveznice
- Službena stranica (engl.)
- Službena stranica i TV raspored za područje Hrvatske